# Potosi (Town)
Die Town of Potosi ist eine von 33 Towns im Grant County im US-amerikanischen Bundesstaat Wisconsin. Im Jahr 2010 hatte die Town of Potosi 849 Einwohner.
Town hat in Wisconsin eine grundlegend andere Bedeutung, als im übrigen englischsprachigen Bereich. Vielmehr entspricht sie den in den anderen US-Bundesstaaten üblichen Townships, die nach dem County die nächstkleinere Verwaltungseinheit bilden.

## Geografie
Die Town of Potosi liegt im Südwesten Wisconsins unweit Schnittstelle der drei Bundesstaaten Wisconsin, Illinois und Iowa. Dabei bildet der Mississippi die Grenze von Wisconsin und Illinois zu Iowa. Im Zentrum der Town of Potosi liegt der vollständig von dieser umschlossene Ort Potosi, der aber nicht der Town angehört. Im äußersten Südosten der Town liegt die Mündung des Platte River in den Mississippi.
Die geografischen Koordinaten des Zentrums der Town of Potosi sind 42°40′04″ nördlicher Breite und 90°42′57″ westlicher Länge. Sie erstreckt sich über eine Fläche von 149,4 km², die sich auf 120,2 km² Land- und 29,1 km² Wasserfläche verteilen.
Die Town of Potosi liegt im Südwesten des Grant County und grenzt an folgende Nachbartowns und -townships:
| Town of Beetown                           | Town of South Lancaster                     | Town of Ellenboro              |
| Town of Waterloo                          | Kompassrose, die auf Nachbargemeinden zeigt | Town of Harrison Town of Paris |
| Jefferson Township (Dubuque County, Iowa) | Peru Township (Dubuque County, Iowa)        | Town of Jamestown              |

## Verkehr
Der U.S. Highway 61 und der Wisconsin State Highway 35 verlaufen auf einem gemeinsamen Streckenabschnitt durch den Nordosten der Town of Potosi. Aus nordwestlicher Richtung kommend erreicht der Wisconsin State Highway 133 in Potosi seinen südlichen Endpunkt. In ihrem Verlauf parallel zum Mississippi bilden alle drei Straßen den Wisconsin-Abschnitt der Great River Road. Weiterhin führen die County Highways O und U durch das Gebiet der Town of Potosi. Alle weiteren Straßen sind untergeordnete Landstraßen, teils unbefestigte Fahrwege sowie innerörtliche Verbindungsstraßen.
Entlang des Mississippi verläuft eine Eisenbahnlinie der BNSF Railway.
Mit dem Dubuque Regional Airport befindet sich rund 40 km südlich der nach dem Passagieraufkommen drittgrößte Flughafen Iowas.

## Ortschaften in der Town of Potosi
Neben Streubesiedlung gibt es folgende gemeindefreie Siedlungen:
- British Hollow
- Buena Vista
- Rockville